# Walter Ollesch
Walter Ollesch (* 2. Dezember 1896 in Freßkaty bei Metz; † nach 1942) war ein deutscher Parteifunktionär (NSDAP).

## Leben
Ollesch nahm am Ersten Weltkrieg teil, aus dem er im Mai 1921 als Oberleutnant a. D. zurückkehrte. Er zog nach Mitteldeutschland, wo er als Grubenbeamter tätig wurde. Zum 1. Juli 1930 trat er der NSDAP bei (Mitgliedsnummer 270.144), in der er sich systematisch vom Blockleiter, Zellenleiter, Ortsgruppenleiter bis 1935 zum hauptamtlichen Kreisleiter in Merseburg hocharbeitete. Im Oktober 1937 wurde Ollesch zum Gauorganisationsamt versetzt. Sein Nachfolger wurde Wilhelm Ritterbusch.
Mit Wirkung vom 1. Januar 1939 wurde er auf Anweisung der Gauleiters Joachim Albrecht Eggeling als NSDAP-Kreisleiter in Liebenwerda eingesetzt. Ab 29. September 1940 war Ollesch Gauhauptamtsleiter und seit 1942 im Generalgouvernement in Krakau tätig.